# Nuoto ai campionati europei di nuoto 2014 - 50 metri stile libero maschili
La gara dei 50 metri stile libero maschili degli Europei 2014 si è svolta il 23-24 agosto. Le qualifiche per la semifinale si sono svolte la mattina del 23 agosto 2014, mentre la semifinale si è svolta la sera dello stesso giorno. La finale, invece, si è svolta la sera del 24 agosto 2014.

## Medaglie
| Posizione | Atleta              | Paese     |
| --------- | ------------------- | --------- |
| Oro       | Florent Manaudou    | Francia   |
| Argento   | Konrad Czerniak     | Polonia   |
| Bronzo    | Ari-Pekka Liukkonen | Finlandia |

## Record
Prima della manifestazione il record del mondo (RM), il record europeo (EU) e il record dei campionati (RC) erano i seguenti.
| Record mondiale       | 20"91 | César Cielo Filho Brasile  | 18 dicembre 2009 San Paolo, Brasile |
| Record europeo        | 20"94 | Frédérick Bousquet Francia | 26 aprile 2009 Montpellier, Francia |
| Record dei campionati | 21"36 | Frédérick Bousquet Francia | 14 agosto 2010 Budapest, Ungheria   |

Durante la competizione sono stati migliorati i seguenti record:
| Data      | Evento | Atleta           | Nazione | Tempo | Record                |
| --------- | ------ | ---------------- | ------- | ----- | --------------------- |
| 24 agosto | Finale | Florent Manaudou | Francia | 21"32 | Record dei campionati |

## Risultati

### Batterie
| Pos. | Batteria | Corsia | Atleta                      | Nazionalità          | Tempo | Note |
| ---- | -------- | ------ | --------------------------- | -------------------- | ----- | ---- |
| 1    | 6        | 5      | Marco Orsi                  | Italia               | 22"18 | Q    |
| 1    | 5        | 6      | Oleg Tikhobaev              | Russia               | 22"18 | Q    |
| 3    | 7        | 2      | Kristian Gkolomeev          | Grecia               | 22"19 | Q    |
| 4    | 7        | 4      | Florent Manaudou            | Francia              | 22"20 | Q    |
| 5    | 6        | 6      | Luca Dotto                  | Italia               | 22"21 | Q    |
| 6    | 5        | 4      | Benjamin Proud              | Gran Bretagna        | 22"26 | Q    |
| 6    | 7        | 3      | Konrad Czerniak             | Polonia              | 22"26 | Q    |
| 8    | 5        | 5      | Andrey Grechin              | Russia               | 22"29 | Q    |
| 9    | 6        | 2      | Ari-Pekka Liukkonen         | Finlandia            | 22"33 | Q    |
| 9    | 7        | 8      | Dominik Kozma               | Ungheria             | 22"33 | Q    |
| 9    | 7        | 6      | Sergey Fesikov              | Russia               | 22"33 |      |
| 12   | 6        | 4      | Vladimir Morozov            | Russia               | 22"35 |      |
| 13   | 5        | 3      | Krisztián Takács            | Ungheria             | 22"41 | Q    |
| 14   | 7        | 5      | Andrij Hovorov              | Ucraina              | 22"44 | Q    |
| 15   | 5        | 1      | Fabien Gilot                | Francia              | 22"47 | Q    |
| 16   | 7        | 7      | François Heersbrandt        | Belgio               | 22"51 | Q    |
| 17   | 7        | 1      | Jasper Aerents              | Belgio               | 22"60 | Q    |
| 18   | 5        | 7      | Nosy Pelagie                | Francia              | 22"66 |      |
| 19   | 3        | 8      | Marius Radu                 | Romania              | 22"68 | Q    |
| 20   | 6        | 0      | Mindaugas Sadauskas         | Lituania             | 22"69 |      |
| 21   | 6        | 3      | Norbert Trandafir           | Romania              | 22"75 |      |
| 22   | 6        | 7      | Miguel Ortiz-Cañavate Ozeki | Spagna               | 22"83 |      |
| 23   | 3        | 3      | Sidni Hoxha                 | Albania              | 22"89 |      |
| 24   | 5        | 8      | Yahav Shahaff               | Israele              | 22"97 |      |
| 24   | 5        | 9      | Baslakov İskender           | Turchia              | 22"97 |      |
| 26   | 7        | 9      | Ivan Levaj                  | Croazia              | 22"98 |      |
| 26   | 2        | 7      | Tadas Duškinas              | Lituania             | 22"98 |      |
| 28   | 6        | 8      | Almog Olshtein              | Israele              | 22"99 |      |
| 29   | 4        | 7      | Christoffer Carlsen         | Svezia               | 23"03 |      |
| 30   | 3        | 2      | Mario Todorović             | Croazia              | 23"07 |      |
| 31   | 4        | 9      | Mislav Sever                | Croazia              | 23"08 |      |
| 32   | 4        | 2      | Simonas Bilis               | Lituania             | 23"09 |      |
| 33   | 4        | 4      | Kacper Majchrzak            | Polonia              | 23"11 |      |
| 34   | 4        | 5      | Boris Stojanović            | Serbia               | 23"12 |      |
| 35   | 7        | 0      | Sebastian Szczepański       | Polonia              | 23"13 |      |
| 36   | 4        | 3      | Pjotr Degtjarov             | Estonia              | 23"15 |      |
| 36   | 1        | 3      | Daniel Macovei              | Romania              | 23"15 |      |
| 36   | 4        | 8      | Alexander Nyström           | Svezia               | 23"15 |      |
| 39   | 6        | 9      | Nikša Stojkovski            | Croazia              | 23"19 |      |
| 40   | 3        | 7      | Radovan Siljevski           | Serbia               | 23"20 |      |
| 41   | 2        | 1      | Martin Verner               | Rep. Ceca            | 23"24 |      |
| 42   | 3        | 1      | Martin Spitzer              | Austria              | 23"30 |      |
| 43   | 4        | 6      | Jesse Puts                  | Paesi Bassi          | 23"31 |      |
| 44   | 3        | 0      | Gustav Aberg                | Svezia               | 23"36 |      |
| 45   | 3        | 5      | Arseni Kukharau             | Bielorussia          | 23"44 |      |
| 46   | 3        | 9      | Viktar Staselovich          | Bielorussia          | 23"50 |      |
| 47   | 3        | 4      | Julien Henx                 | Lussemburgo          | 23"51 |      |
| 47   | 5        | 2      | Doğa Çelik                  | Turchia              | 23"51 |      |
| 49   | 4        | 1      | Oscar Ekström               | Svezia               | 23"53 |      |
| 50   | 4        | 0      | Péter Holoda                | Ungheria             | 23"58 |      |
| 51   | 2        | 3      | Alin Coste                  | Romania              | 23"59 |      |
| 52   | 2        | 5      | Ensar Hajder                | Bosnia ed Erzegovina | 23"72 |      |
| 53   | 2        | 2      | Arnel Dudić                 | Bosnia ed Erzegovina | 23"74 |      |
| 54   | 2        | 6      | Michal Navara               | Slovacchia           | 23"76 |      |
| 55   | 1        | 5      | Dan Sweeney                 | Irlanda              | 24"07 |      |
| 56   | 2        | 4      | Jonatan Kopelev             | Israele              | 24"12 |      |
| 57   | 2        | 8      | Davit Sikharulidze          | Georgia              | 24"27 |      |
| 58   | 1        | 4      | Fred Karu                   | Estonia              | 24"42 |      |
| —    | 3        | 6      | Nimrod Shapira Bar-Or       | Israele              |       | DNS  |
| —    | 5        | 0      | Kemal Arda Gürdal           | Turchia              |       | DNS  |
| —    | 6        | 1      | Clément Mignon              | Francia              |       | DNS  |

### Semifinali

#### Semifinali 1
| Pos. | Corsia | Atleta               | Nazionalità   | Tempo | Note |
| ---- | ------ | -------------------- | ------------- | ----- | ---- |
| 1    | 5      | Florent Manaudou     | Francia       | 21"57 | Q    |
| 2    | 3      | Benjamin Proud       | Gran Bretagna | 21"94 | Q    |
| 3    | 7      | Andrij Hovorov       | Ucraina       | 22"02 | Q    |
| 4    | 6      | Andrey Grechin       | Russia        | 22"06 | Q    |
| 5    | 4      | Oleg Tikhobaev       | Russia        | 22"17 |      |
| 6    | 1      | François Heersbrandt | Belgio        | 22"18 |      |
| 7    | 2      | Dominik Kozma        | Ungheria      | 22"35 |      |
| 8    | 8      | Marius Radu          | Romania       | 22"44 |      |

#### Semifinali 2
| Pos. | Corsia | Atleta              | Nazionalità | Tempo | Note |
| ---- | ------ | ------------------- | ----------- | ----- | ---- |
| 1    | 5      | Kristian Gkolomeev  | Grecia      | 21"96 | Q    |
| 2    | 6      | Konrad Czerniak     | Polonia     | 22"06 | Q    |
| 3    | 2      | Ari-Pekka Liukkonen | Finlandia   | 22"10 | Q    |
| 4    | 4      | Marco Orsi          | Italia      | 22"15 | Q    |
| 5    | 7      | Krisztián Takács    | Ungheria    | 22"25 |      |
| 6    | 3      | Luca Dotto          | Italia      | 22"27 |      |
| 7    | 1      | Fabien Gilot        | Francia     | 22"38 |      |
| 8    | 8      | Jasper Aerents      | Belgio      | 22"46 |      |

### Finale
| Pos. | Corsia | Atleta              | Nazionalità   | Tempo | Note                  |
| ---- | ------ | ------------------- | ------------- | ----- | --------------------- |
|      | 4      | Florent Manaudou    | Francia       | 21"32 | Record dei campionati |
|      | 7      | Konrad Czerniak     | Polonia       | 21"88 |                       |
|      | 1      | Ari-Pekka Liukkonen | Finlandia     | 21"93 |                       |
| 4    | 5      | Benjamin Proud      | Gran Bretagna | 21"94 |                       |
| 5    | 8      | Marco Orsi          | Italia        | 22"09 |                       |
| 6    | 2      | Andrey Grechin      | Russia        | 22"10 |                       |
| 7    | 3      | Kristian Gkolomeev  | Grecia        | 22"13 |                       |
| 8    | 6      | Andrij Hovorov      | Ucraina       | 22"14 |                       |